# Hohenlinden
Hohenlinden è un comune tedesco di 2 751 abitanti, situato nel land della Baviera.

## Storia
La cittadina è nota per una battaglia che ebbe luogo il 3 dicembre 1800 fra le truppe austro-bavaresi e l'armata francese del Reno condotta alla vittoria dal generale Jean Victor Marie Moreau.